# ダウン・トゥ・アース (オジー・オズボーンのアルバム)
『ダウン・トゥ・アース』（Down to Earth）は、オジー・オズボーンが2001年に発表した8作目のスタジオ・アルバム。

## 解説
ロバート・トゥルージロとマイク・ボーディンが初参加したスタジオ・アルバム。1995年よりオズボーンのツアー・メンバーを務めていたジョー・ホームズは、本作のソングライティングに関与しているが、ザック・ワイルドが正式にオズボーンのバンドに復帰したため、レコーディングには不参加となった。プロデューサーに関しては、当初はトビー・ライトが起用されたが、オズボーンとレーベルの判断により、最終的にはティム・パーマーに決定した。
前スタジオ・アルバム『オズモシス』（1995年）と同様、本作にも多くの外部ソングライターが関与した。ブラック・サバスのサポート・キーボーディストであったジェフ・ニコルズ、エアロスミスとの仕事で知られるマーティ・フレデリクセン、フォリナーの中心人物であるミック・ジョーンズ、元ジェリーフィッシュのアンディ・スターマー等が名を連ねている。
本作からのシングル「ドリーマー/ゲッツ・ミー・スルー」は、2002年に全英シングルチャートにおいて18位に達した。オズボーンのシングルが全英トップ20にランク・インするのは、1986年の「ショット・イン・ザ・ダーク」以来16年振りのことであった。

## 収録曲
1. ゲッツ・ミー・スルー - Gets Me Through (Ozzy Osbourne, Tim Palmer) - 5:04
2. フェイシング・ヘル - Facing Hell (O. Osbourne, T. Palmer, Scott Humphrey, Geoff Nicholls) - 4:26
3. ドリーマー - Dreamer (O. Osbourne, Marti Frederiksen, Mick Jones) - 4:44
4. ノー・イージー・ウェイ・アウト - No Easy Way Out (O. Osbourne, T. Palmer) - 5:06
5. ザット・アイ・ネヴァー・ハド - That I Never Had (O. Osbourne, M. Frederiksen, Joe Holmes, Robert Trujillo) - 4:23
6. ユー・ノウ（パート1） - You Know...(Part 1) (O. Osbourne, T. Palmer) - 1:06
7. ジャンキー - Junkie (O. Osbourne, M. Frederiksen, J. Holmes, R. Trujillo) - 4:28
8. ランニング・アウト・オブ・タイム - Running Out of Time (O. Osbourne, M. Frederiksen, M. Jones) - 5:05
9. ブラック・イリュージョン - Black Illusion (O. Osbourne, T. Palmer, G. Nicholls, Andy Sturmer) - 4:21
10. アライヴ - Alive (O. Osbourne, Danny Saber) - 4:53
11. キャン・ユー・ヒアー・ゼム? - Can You Hear Them? (O. Osbourne, M. Frederiksen, J. Holmes, R. Trujillo) - 4:59

### インターナショナル盤ボーナス・トラック
1. ノー・プレイス・フォー・エンジェルス - No Place for Angels (O. Osbourne, T. Palmer, G. Nicholls) - 3:23

## 参加ミュージシャン
- オジー・オズボーン - ボーカル
- ザック・ワイルド - ギター
- ロバート・トゥルージロ - ベース
- マイク・ボーディン - ドラムス

アディショナル・ミュージシャン
- ティム・パーマー - リズムギター、アコースティック・ギター、キーボード、ミリタリー・ドラムス、バッキング・ボーカル
- ダニー・セイバー - ギター (on 10.)
- Michael Railo - キーボード、ストリングス・アレンジ